# Dida Drăgan
Dida Drăgan, pseudonimo di Didina Alexandra Drăgan (Jugureni, 14 settembre 1946), è una cantante e paroliere rumena.

## Biografia
Dopo aver finito il liceo, si diplomata alla Scuola popolare d'arte di Bucarest (compagna di Aura Urziceanu, Angela Similea, Mirabela Dauer, Olimpia Panciu, Ioan Luchian Mihalea e Mihai Constantinescu) e il corso di formazione per solisti di musica vocale con l'insegnante Florica Orăscu.
Ha partecipato con successo a numerosi festival musicali internazionali: nel 1972 al festival musicale di Mamaia (1 ° posto), nel 1974 allo International Schlagerfestival Dresden (3 ° posto), nel 1975 all'Euro-Cup Knokke-Heist e al Songfestival di Tokyo. Ha registrato negli anni '70, tre singoli in tedesco per l'etichetta DDR Amiga.
Per la prima volta per la Romania, nel 1993 poteva partecipare all'Eurovision Song Contest con il pezzo Nu pleca scritto insieme a Adrian Ordean, ma non è rientrata tra i primi tre (si è posizionata solo 7º) nel voto preliminare per l'Europa dell'Est che ha avuto luogo il 3 aprile 1993 nello Studio 1 di Radio Televizija Slovenija a Lubiana.

## Discografia

### Album
- Dida Drăgan (1984)
- Deschideți poarta soarelui (1987)
- O lacrimă de stea (1997)
- Pentru buni și pentru răi (2001)
- Mi-e dor de ochii tăi (2002)

### Singoli
- Visata mea iubire; N-am știut / Greu se mai fac oamenii oameni (1971), Electrecord
- Meine Sonne / Wann Wirst Du Verstehen (1974), Amiga Records
- Meine Erinnerung / Das Macht Die Liebe (1974), Amiga Records
- Romanticii (con Dida Drăgan) - Dacă pleci acum / Clipele / Nu te mint / întrebare (1975), Electrecord
- Sunt tot eu / Ochii ploii  (1978), Electrecord
- Glas de păduri / Trepte de lumină  (1979), Electrecord